# ISO/IEC 7816
ISO/IEC 7816, zavedená jako ČSN ISO/IEC 7816, Identifikační karty – Karty s integrovanýni obvody. Jde o soubor mezinárodních norem, jsou spravovány společně mezinárodními normalizačními organizacemi ISO (International Organization for Standardization) a IEC (International Electrotechnical Commission).
O tyto normy pečuje Společná technická komise JTC 1 (JTC) 1 / Sub-komise SC 17, Karty a identifikace osob.
Dále jsou popsány jednotlivé části tohoto souboru norem.
Poznámka: Úvodní stránky jednotlivých částí souboru (preview resp. info-verze) jsou volně dostupné na webových stránkách ISO (www.iso.org) resp. IEC (www.iec.ch). Např. info-verze k normě ISO/IEC 7816-4 má označení "info_isoiec7816-4_2013.pdf". Obdobně lze získat náhled normy ČSN ISO/IEC 7816-4 na stránkách UNMZ (https://csnonline.unmz.cz)

## Karty s kontakty a bezkontaktní karty
Pět částí souboru ISO/IEC 7816 platí pro karty s galvanickými kontakty a tři z nich specifikují elektrické rozhraní:
- ISO/IEC 7816-1 (Fyzikální charakteristiky),
- ISO/IEC 7816-2 (Rozměry a umístění kontaktů)
- ISO/IEC 7816-3 (Elektrické rozhraní a protokoly přenosu),
- ISO/IEC 7816-10 (Elektronické signály a odpověď na reset pro synchronní karty),
- ISO/IEC 7816-12 (Elektrické rozhraní USB a provozní procedury).

Všechny další části jsou nezávislé na fyzické formě technologie rozhraní. PLatí tedy pro karty s galvanickým přístupem a/nebo pro karty s radiofrekvenčním přístupem:
- ISO/IEC 7816-4 (Organizace, bezpečnost a příkazy pro výměnu),
- ISO/IEC 7816-5 (Registrace poskytovatelů aplikací),
- ISO/IEC 7816-6 (Mezioborové datové prvky pro výměnu),
- ISO/IEC 7816-7 (Mezioborové příkazy pro strukturovaný kartový dotazovací jazyk (SCQL)),
- ISO/IEC 7816-8 (Příkazy a mechanismy pro bezpečnostní operace),
- ISO/IEC 7816-9 (Příkazy pro správu karet),
- ISO/IEC 7816-11 (Ověřování osob biometrickými metodami),
- ISO/IEC 7816-13 (Příkazy pro správu aplikací v multiaplikačním prostředí),
- ISO/IEC 7816-15 (Aplikace kryptografické informace).

## 7816-1: Karty s kontakty - Fyzikální charakteristiky
Tento dokument specifikuje fyzikální charakteristiky karet s integrovanými obvody s kontakty. Platí pro identifikační karty typu ID-1, které mohou obsahovat reliéfní znaky a/nebo magnetický proužek a/nebo dotykové identifikační znaky podle ISO/IEC 7811. Metody zkoušení jsou specifikovány v ISO/IEC 10373-1.
Tento dokument platí pro karty, které mají fyzické rozhraní s elektrickými kontakty. Nedefinuje však druh, počet a ani polohu integrovaných obvodů na kartě.

## 7816-2: Karty s kontakty - Rozměry a umístění kontaktů
Tento dokument stanoví rozměry, umístění a přiřazení každého kontaktu karty s integrovanými obvody
typu ID-1. Také poskytuje informace o cestě, jak identifikovat normy, které stanoví použití kontaktů. Tento dokument se má používat ve spojení s ISO/IEC 7816-1.

## 7816-3: Karty s kontakty - Elektrické rozhraní a protokoly přenosu
Tento dokument specifikuje napájení, struktury signálů a výměnu informací mezi kartou s integrovaným obvodem (obvody) a zařízením rozhraní, jako je terminál. Rovněž pokrývá kmitočty signálů, úrovně napětí, hodnoty proudů, paritní konvence, pracovní proceduru, způsoby přenosu a komunikaci s kartou.

## 7816-4: Organizace, bezpečnost a příkazy pro výměnu
O normě se předpokládá, že se bude používat v libovolných oblastech činnosti. Tato část specifikuje:
- – obsahy dvojic příkaz-odezva vyměňovaných na rozhraní;
- – prostředky pro načtení datových prvků a datových objektů z karty;
- – struktury a obsah historických bajtů pro popis provozních charakteristik karty;
- – struktury pro aplikace a data na kartě, z pohledu na rozhraní, při provádění příkazů;
- – metody přístupu k souborům a datům na kartě;
- – bezpečnostní architekturu, která definuje přístupová práva k souborům a datům na kartě;
- – prostředky a mechanizmy pro identifikování a adresování aplikací na kartě;
- – metody pro bezpečné předávání zpráv;
- – metody přístupu k algoritmům zpracovávaným kartou.

Tyto algoritmy zde nejsou popisovány. Tato část nepokrývá interní implementaci na kartě nebo ve vnějším světě.
Tento dokument nezávisí na fyzikální technologii rozhraní. Platí pro karty s přístupem pomocí jedné
nebo více z následujících metod: kontakty, těsná vazba a radiofrekvence. Pokud karta podporuje simultánní použití více než jednoho fyzického rozhraní, pak vztahy mezi tím, co se stane na různých fyzických rozhraních, je mimo předmět tohoto vydání.

## 7816-5: Registrace poskytovatelů aplikací
Tento dokument specifikuje postup registrace poskytovatelů aplikací a stanovuje autority a po-stupy pro zajištění a optimalizaci věrohodnosti této registrace.

## 7816-6: Mezioborové datové prvky pro výměnu
Tento dokument specifikuje přímo nebo pomocí odkazů datové prvky včetně složených datových prvků, které mohou být použity pro mezioborovou výměnu. Dokument identifikuje následující charakteristiky každého datového prvku:
- – identifikátor;
- – jméno;
- – popis a odkaz;
- – formát a kódování (pokud není k dispozici v jiných normách ISO nebo částech ISO/IEC 7816).

Rozvržení každého datového prvku je popsáno z pohledu rozhraní mezi zařízením rozhraní a kartou.
Dokument poskytuje definici datových prvků bez uvažování libovolných omezení na používání datových prvků.

## 7816-7: Mezioborové příkazy pro strukturovaný kartový dotazovací jazyk (SCQL)
Tento dokument specifikuje
- – pojem databáze SCQL (SCQL = Structured Card Query Language);
- – související mezioborové zesílené příkazy.

## 7816-8: Příkazy a mechanismy pro bezpečnostní operace
Tento dokument specifikuje mezioborové příkazy, které lze použít pro kryptografické operace. Volba a podmínky použití kryptografických mechanizmů mohou ovlivnit exportovatelnost karty. Vyhodnocení vhodnosti algoritmů a protokolů je mimo předmět tohoto dokumentu. Tato norma nepokrývá interní implementaci v rámci karty a/nebo v rámci vnějšího světa.

## 7816-9: Příkazy pro správu karet
Tento dokument specifikuje mezioborové příkazy pro správu karet, souborů a dalších struktur managementu, tj. datových objektů a bezpečnostních objektů. Tyto příkazy pokrývají celý životní cyklus karty a tedy některé příkazy mohou být použity dříve, než karta byla vydána držiteli karty nebo potom, když byla ukončena platnost karty. Podrobnosti o životním cyklu záznamů jsou uvedeny v ISO/IEC 7816-4.

## 7816-10: Elektronické signály a odpověď na reset pro synchronní karty
Tento dokument specifikuje napájení, struktury signálu a strukturu odpovědi na reset mezi kartou s integrovanými obvody se synchronním přenosem a zařízením rozhraní, jako je koncové zařízení (terminál).
Tento dokument se rovněž zabývá frekvencí signálu, pracovnímy podmínkami a komunikací s kartou s integrovanými obvody.
Tento dokument specifikuje dva typy synchronních karet: typ 1 a typ 2.

## 7816-11 Ověřování osob biometrickými metodami
Tento dokument specifikuje bezpečnostní mezioborové příkazy pro ověřování osob pomocí biometrických
metod v kartách s integrovanými obvody. Rovněž stanovuje strukturu dat a metody přístupu k datům pro použití
karet k přenášení biometrických referenčních dat a/nebo jako zařízení pro provádění biometrického ověřování
osob (porovnávání na kartě). Identifikace osob pomocí biometrických metod je mimo předmět této normy.

## 7816-12 Karty s kontakty - Elektrické rozhraní USB a provozní procedury
Tato část ISO/IEC 7816 specifikuje provozní podmínky karet s integrovanými obvody, které poskytují rozhraní USB. Přiřazení kontaktových polí pro rozhraní USB odpovídá ISO/IEC 7816-3.

## 7816-13: Příkazy pro správu aplikací v multiaplikačním prostředí
Tento dokument specifikuje příkazy pro správu aplikací v multiaplikačním prostředí, které pokrývají celý životní cyklus aplikací v multiaplikační kartě s integrovanými obvody.Dokument rovněž specifikuje příkazy, které lze použít před i po vydání karty držiteli karty.

## 7816-15: Aplikace kryptografické informace
Tento dokument specifikuje jednu aplikaci na kartě. Tato aplikace obsahuje informaci o kryptografických funkčních možnostech. Tento dokument popisuje společnou syntaxi a formát pro kryptografickou informaci a mechanizmy sdílení této informace, pokud je to vhodné.
Cíle této části ISO/IEC 7816 je:
- – usnadňovat interoperabilitu mezi komponentami, které běží na různých platformách (nezávislé na platformě);
- – umožňovat, aby aplikace ve vnějším světě mohly využívat výrobky a komponenty od více výrobců (nezávislé na dodavateli);
- – umožňovat využívání výhod technologie bez přepisování software na aplikační úrovni (nezávislé na aplikaci);
- – udržovat konzistenci s příslušnými existujícími normami, přičemž je přesahuje, pouze pokud je to nezbytné a praktické

Tato část podporuje následující možnosti:
- – ukládání více instancí kryptografické informace na kartě;
- – používání kryptografické informace;
- – vybavování kryptografické informace. Klíčovým faktorem pro toto je pojem „adresářové soubory“ (Directory Files), který poskytuje vrstvu směrování mezi objekty na kartě a aktuálním formátem těchto objektů;
- – křížové odkazy mezi kryptografickými informacemi a objekty DO, které jsou definovány v jiných částech ISO/IEC 7816, pokud je to vhodné.
- – různé mechanizmy autentizace; a
- – vícenásobné kryptografické algoritmy.